# Mesoleius caninae
Mesoleius caninae là một loài tò vò trong họ Ichneumonidae.